# Ильсема
Ильсема — река в России, протекает по территории Харовского и Сямженского районов Вологодской области. Устье реки находится в 144 км по правому берегу реки Кубены. Длина реки — 13 км.
Недалеко от истока на левом берегу Исельмы стоит деревня Лисино.

## Данные водного реестра
В государственном водном реестре России с Исельмой допущена ошибка. Указано, что Исельма впадает ниже Симы в 129 км от устья, что соответствует месту впадения реки Камешь. А выше Сямжены справа в 144 км от устья в реестре указано устье безымянной реки. Так как обе реки впадают справа и у обеих длина равна 13 км, сложно делать вывод о том, какая ошибка допущена (спутаны устья, имена или коды объектов).
Река относится к Двинско-Печорскому бассейновому округу, водохозяйственный участок реки — озеро Кубенское и реки Сухона от истока до Кубенского гидроузла, речной подбассейн реки — Сухона. Речной бассейн реки — Северная Двина.
По данным геоинформационной системы водохозяйственного районирования территории РФ, подготовленной Федеральным агентством водных ресурсов:
- Код водного объекта в государственном водном реестре — 03020100112103000005863[3] или 03020100112103000005672[2]
- Код по гидрологической изученности (ГИ) — 103000586[3] или 103000567[2]
- Код бассейна — 03.02.01.001
- Номер тома по ГИ — 03
- Выпуск по ГИ — 0